# Sezonul de snooker 2007/2008
Sezonul de snooker 2007/2008 reprezinta o serie de turnee de snooker ce se desfășoară între 2007 și 2008. 
| Dată            | Turneu                     | Loc       | Câștigător        | Finalist          | Scor        |
| 6 aug - 12 aug  | Shanghai Masters           | Shanghai  | Dominic Dale      | Ryan Day          | 10-6        |
| 6 oct           | Pot Black Cup              | Sheffield | Ken Doherty       | Shaun Murphy      | 1-0 (71-36) |
| 13 oct - 21 oct | Grand Prix                 | Aberdeen  | Marco Fu          | Ronnie O'Sullivan | 9-6         |
| 4 nov - 11 nov  | Northern Ireland Trophy    | Belfast   | Stephen Maguire   | Fergal O'Brien    | 9-5         |
| 8 dec - 16 dec  | UK Championship            | Telford   | Ronnie O'Sullivan | Stephen Maguire   | 10-2        |
| 13 ian - 20 ian | Masters                    | Londra    | Mark Selby        | Stephen Lee       | 10-3        |
| 4 feb - 10 feb  | Malta Cup                  | Malta     | Shaun Murphy      | Ken Doherty       | 9-3         |
| 11 feb - 17 feb | Welsh Open                 | Newport   | Mark Selby        | Ronnie O'Sullivan | 9-8         |
| 23 mar - 30 mar | China Open                 | Beijing   | Stephen Maguire   | Shaun Murphy      | 10-9        |
| 19 apr - 5 mai  | World Snooker Championship | Sheffield | Ronnie O'Sullivan | Ali Carter        | 18-8        |